# Zaragoza TV
Zaragoza TV fue un canal de televisión en abierto español de Zaragoza (Aragón), propiedad del Grupo Heraldo, cuya cobertura alcanzaba por TDT y a través del cable de VodafoneTv toda el área urbana de Zaragoza, barrios rurales y poblaciones cercanas a la metrópoli.
Tras su desaparición emite en su frecuencia La 8 Zaragoza.

## Historia
Zaragoza Televisión (ZTV), fundado en 2005, es el resultado de la fusión de RTVA (Radio Televisión Aragonesa, propiedad de Heraldo) con Antena Aragón.
ZTV, y antes RTVA, nació con el objetivo de convertirse en un referente de calidad en el ámbito de la televisión local y dentro de la estrategia del Grupo Heraldo de hacerse un hueco destacado en el ámbito audiovisual.
En 2010, ZTV traslada sus instalaciones desde el paseo Cuéllar hasta el Paseo de la Independencia 29, el mismo edificio que ocupa el periódico ‘Heraldo de Aragón’. ZTV nace con la vocación de completar la oferta informativa para la audiencia de Heraldo y la demanda de nuevos soportes publicitarios para los anunciantes de Zaragoza y Aragón.

## Programación
La producción propia de ZTV cubría entre tres y cuatro horas diarias de media. Su programación se basó en los debates –con colaboradores acreditados y con opiniones plurales-, entrevistas y programas especializados de deporte, motor, gastronomía y cultura. Además, se emiten programas especiales sobre los actos más relevantes de la ciudad, desde las fiestas del Pilar, plenos en el consistorio, congresos o entregas de premios hasta formatos ya consolidados como “Navidad en mi cole”.
Sus programas emblemáticos son ‘Mesa de redacción’ –programa diario de debate-, ‘Play Zaragoza’ –donde cada lunes se analiza la actualidad de los equipos deportivos aragoneses-, ‘Aragón sobre ruedas’ –enfocado al mundo del motor-, ‘Conecta con la provincia’ –recorrido turístico e histórico por las poblaciones zaragozanas-, ‘Aragoneses’ –programa de entrevistas-.